# Larissa Ichimura
Larissa Yuki Ichimura Gonçalves Barbosa (Santos-SP, 1997) é uma enxadrista do Brasil e WIM. Ela foi a segunda brasileira a ser escolhida pela Comissão Mundial Feminina da Federação Internacional de Xadrez (FIDE) para receber um treinamento via internet.
Natural de Santos-SP, Larissa, que joga xadrez desde os seis anos de idade, venceu o Campeonato Brasileiro de Xadrez nas categorias sub 14, sub 18 e por duas vezes o sub 20 (mais conhecido como juvenil), em 2013 e 2016.
Em 2017, ela disputará a final do Brasileiro Absoluto, e será a única representante do Brasil no Campeonato Mundial Junior de Xadrez, na Itália.

## Títulos conquistados
- Campeonato Sul-americano feminino sub18[7]
- Campeonato Brasileiro sub20[8]
- Campeonato Brasileiro sub18[9]